# Sojus TM-29
Sojus TM-29 ist die Missionsbezeichnung für den Flug eines russischen Sojus-Raumschiffs zur russischen Raumstation Mir. Der 38. bemannte Besuch eines Raumschiffes bei der Raumstation Mir war der 29. Besuch eines Sojus-Raumschiffs und der 105. Flug im Sojusprogramm.

## Besatzung

### Startbesatzung
- Wiktor Michailowitsch Afanassjew (3. Raumflug), Kommandant
- Jean-Pierre Haigneré (2. Raumflug), Bordingenieur ( CNES/ Frankreich)
- Ivan Bella (1. Raumflug), ( Slowakei)

### Ersatzmannschaft
- Salischan Schakirowitsch Scharipow, Kommandant
- Claudie Haigneré, Bordingenieurin ( CNES/ Frankreich)
- Mihal Fulier ( Slowakei)

### Rückkehrbesatzung
- Wiktor Michailowitsch Afanassjew (3. Raumflug), Kommandant
- Sergei Wassiljewitsch Awdejew (3. Raumflug), Bordingenieur
- Jean-Pierre Haigneré (2. Raumflug), Bordingenieur ( CNES/ Frankreich)

## Missionsüberblick
Das Sojus-Raumschiff startete vom Kosmodrom Baikonur mit einer Sojus-11A511U-Rakete. Der Kommandant Afanassjew war der einzige russische Raumfahrer an Bord, da zwei der drei Sitze an andere Nationen (Frankreich und Slowakei) vermietet waren. Dies bedeutete, dass der an Bord der Mir befindliche Bordingenieur Sergei Awdejew einen doppelt so langen Aufenthalt absolvieren musste. Nach der Rückkehr des Kommandanten der Stammbesatzung EO-26, Gennadi Padalka, und des slowakischen Kosmonauten Ivan Bella mit Sojus TM-28, bestand die neue Mir-Besatzung EO-27 aus Wiktor Afanassjew, Sergei Awdejew und dem Franzosen Jean-Pierre Haigneré.
Als Sojus TM-29 am 28. August 1999 landete, ging eine fast zehnjährige Ära der Raumfahrt zu Ende, in der sich seit dem 5. September 1989 stets mindestens eine Raumschiffbesatzung im All aufgehalten hatte.
Awdejew hatte 379 Tage im All verbracht. Nur der Aufenthalt von Waleri Poljakow mit 437 Tagen an Bord der Mir in den Jahren 1994/95 war länger gewesen.  Zusammen mit seinen beiden anderen Raumflügen brachte es Awdejew aber auf eine Zeit von 747 Tagen im All. Dieser Rekord wurde erst 2005 von Sergei Krikaljow gebrochen.